# Mikel Alonso
Mikel Alonso Olano (Tolosa, 16 mei 1980) is een Spaans voetballer. Hij speelt sinds januari 2009 als defensieve middenvelder bij CD Tenerife. Mikel Alonso is de oudere broer van de bekendere Xabi Alonso en de zoon van oud-profvoetballer Periko Alonso.
Mikel Alonso is net als Xabi Alonso afkomstig uit de cantera (jeugdopleiding) van Real Sociedad, na eerder voor Antiguoko te hebben gespeeld. Hij debuteerde in het seizoen 2000/2001 in het eerste elftal. Pas in het seizoen 2004/2005, na het vertrek van broer Xabi naar Liverpool, werd Mikel Alonso een vaste waarde voor La Real. Hij speelde dat seizoen 35 van de 38 competitieduels. Van januari tot juni 2004 was Mikel Alonso verhuurd aan Numancia. Na de degradatie van Real Sociedad in 2007 van de Primera División naar de Segunda División A volgde een tweede huurperiode, ditmaal bij Bolton Wanderers. Begin 2009 trok hij naar CD Tenerife. Met deze club dwong hij promotie af naar de Primera División maar degradeerde na een jaar al terug naar Segunda División A.  